# REX 5000
REX 5000 är en handdator från Xircom som inte bara är liten som ett kreditkort utan hela datorn är ett PC Card. Den största nackelen med REX 5000 är att den i princip saknar inmatningsmöjligheter förutom de fyra knapparna. Detta löstes i REX 6000 genom att ha en tryckkänslig skärm.